# Viguiera paranensis
Viguiera paranensis là một loài thực vật có hoa trong họ Cúc. Loài này được (Malme) J.U.Santos miêu tả khoa học đầu tiên năm 1996.